# Carretera embrujada

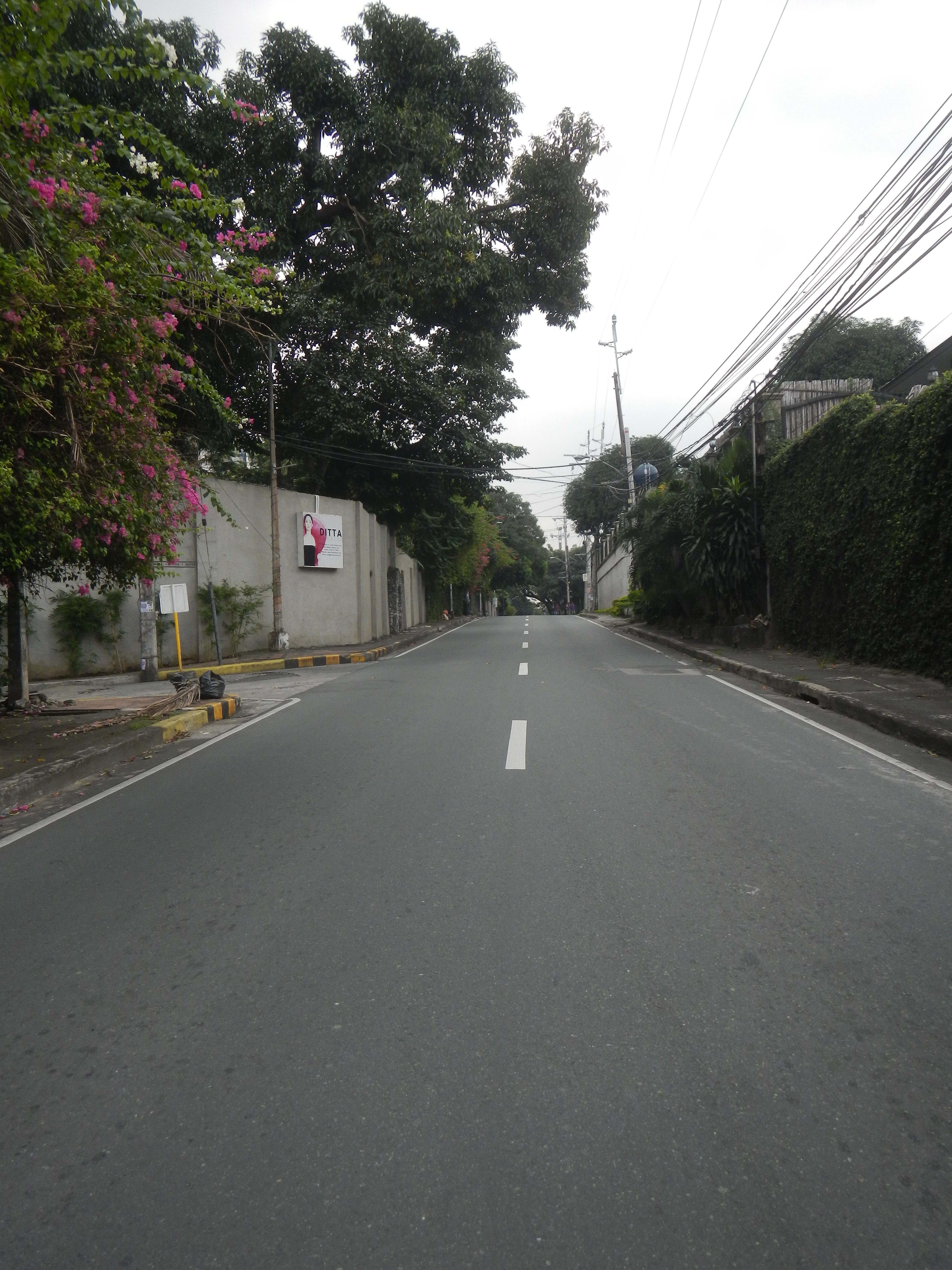
Balete Drive, una calle residencial de Manila, Filipinas, se dice que es frecuentada por una mujer blanca, que se dice que es el fantasma de un adolescente que murió en la década de 1950, ya sea por un accidente automovilístico o por violación de un taxista.

Las carreteras, autopistas o caminos embrujados se refieren a calles, caminos o carreteras que son objeto de leyendas folklóricas y urbanas, incluidos rumores e informes de apariciones fantasmales, figuras fantasmagóricas, autostopistas fantasmas, vehículos fantasma u otros fenómenos paranormales.

## Leyendas

### Annie's Road, Estados Unidos
Annie's Road, en Nueva Jersey, está supuestamente embrujada por el fantasma de una mujer asesinada en la carretera hace muchos años. Se encuentra en Totowa, en la primera mitad de Riverview Drive.

### Túnel de Belchen, Suiza
En el túnel de Belchen, en Suiza, supuestamente se ha visto a una anciana vestida de blanco que se supone que tiene embrujado el túnel.

### Boy Scout Lane, Estados Unidos

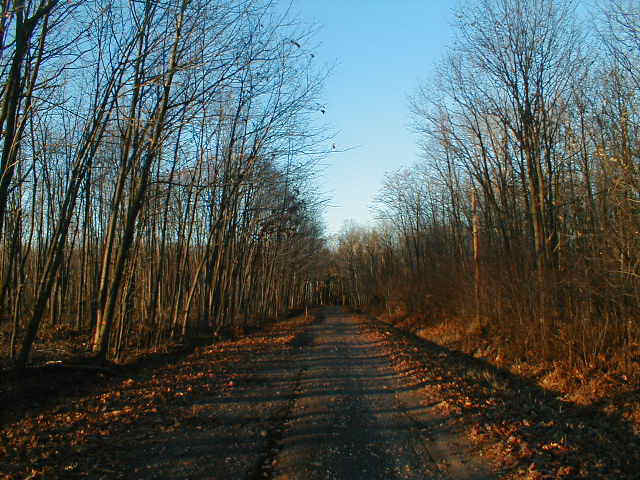
Boy Scout Lane

Boy Scout Lane, en Wisconsin, es un callejón sin salida. Se ha asociado con el camino una serie de historias de fantasmas y leyendas urbanas, como las muertes ficticias de una tropa de Boy Scouts. La zona ha sido objeto de varias investigaciones paranormales, y ha sido un "refugio" para los jóvenes locales. No hay registros de muertes o misteriosas desapariciones en o alrededor de Boy Scout Lane.

### Bray Road, Elkhorn, Wisconsin
Bray Road de Elkhorn es tristemente conocida por ser el lugar donde vive la Bestia de Bray Road.

### Clinton Road, Estados Unidos

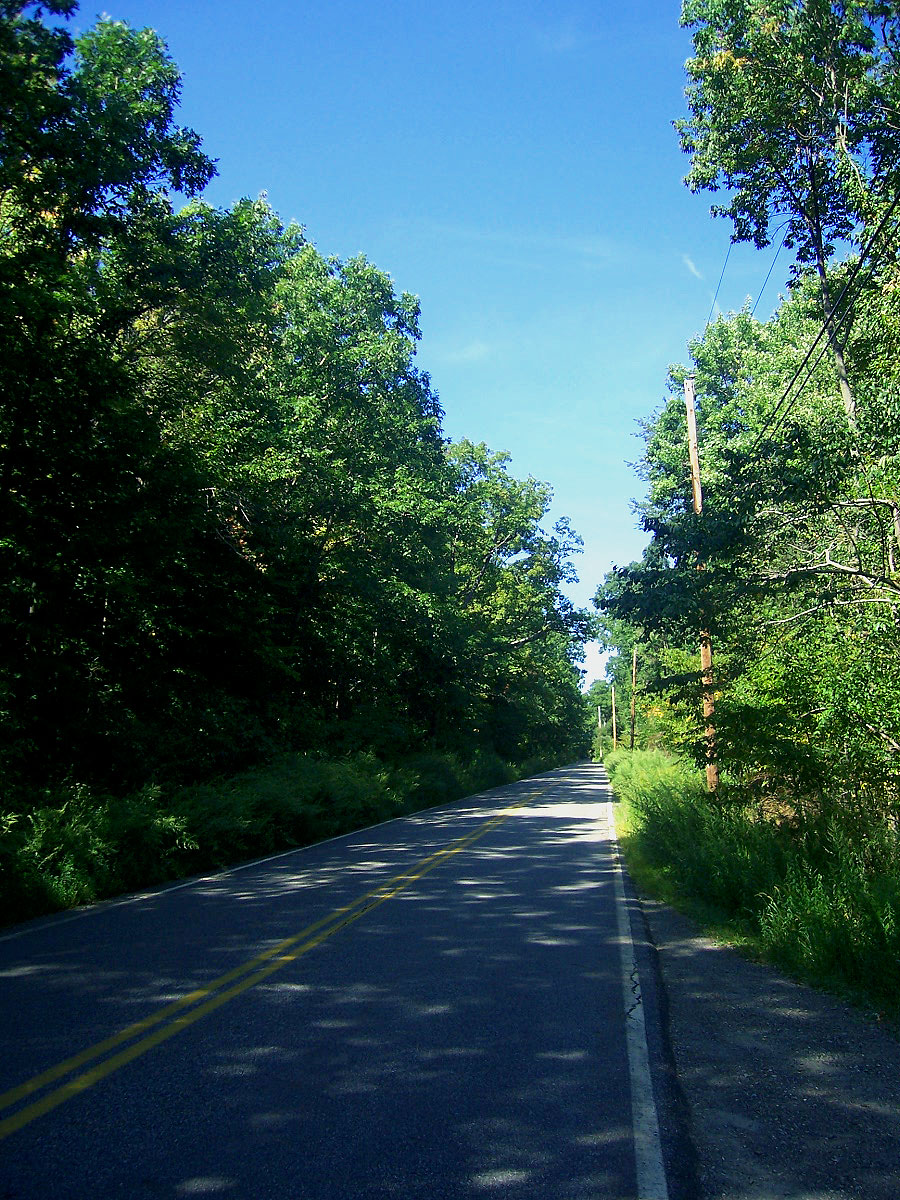
Clinton Road

Clinton Road en West Milford, condado de Passaic, New Jersey, es el tema del folclore local que incluye presuntos avistamientos de fantasmas, de criaturas extrañas y de reuniones de brujas, de satanistas y del Ku Klux Klan, además de ser una de las supuestas carreteras encantadas más famosas de Estados Unidos.
Supuestamente, si usted va a uno de los puentes en el depósito y lanza un penique al agua, dentro de un minuto será lanzado hacia fuera o hacia dentro por el fantasma de un muchacho que se ahogó mientras que nadaba o había caído adentro mientras estaba sentado en el borde del puente. En algunas narraciones se ve una aparición. En otros testimonios, el fantasma empuja a la persona al agua si la mira desde el lado del puente con el fin de salvarlo. Se ha reportado también todo tipo de sucesos paranormales a lo largo de la carretera y apariciones fantasmales, tanto de personas como de animales.

### Devil's Washbowl road, Moretown Vermont
Devil's Washbowl road en Moretown (Vermont) está conectado a un cuento de la entidad híbrida de cerdo-humano conocido como "Pigman".

### Edmonds Road, Jeremy Swamp Road, Marginal Road, Saw Mill City Road, Velvet Street & Zion Hill Road, Connecticut
Todas estas carreteras de Connecticut están conectadas a leyendas de Melon Heads, Saw Mill y Velvet son comúnmente referidos por los residentes como "Dracula Drive".

### Jamestown Road, Jamestown, Carolina del Norte
Jamestown Road en Jamestown, condado de Guilford, Carolina del Norte, según el folklore local, existe una autoestopista que desaparece conocida como "Lydia".

### Mount Misery Road/Sweet Hollow Road, Huntington, Nueva York
Mount Misery Road y Sweet Hollow Road en Huntington, Nueva York son sujetos del folclore local, incluyendo cuentos sobre Mary's Grave (supuestamente ubicado en un cementerio en Sweet Hollow Road),  de un oficial de la policía fantasmal con la parte posterior de su cabeza desmembrada y fantasmas de un asilo mental incendiado.

### Stockbridge Bypass, Reino Unido
La carretera A616, también llamada Stockbridge Bypass, conecta Newark-on-Trent, Nottinghamshire, con la autopista M1. Durante su construcción, el personal de seguridad supuestamente reportó encuentros con un monje fantasma que se cree que pertenecía al Priorato de Hunshelf.

### Carretera A38, Inglaterra
Según la leyenda, los autostopistas fantasmas se han divulgado desde los años 50 en la carretera A38 entre Wellington y Taunton en Somerset. Un cuento sostiene que en 1958 un camionero llamado "Harry (o" Harold "en algunos cuentos) Unsworth" vio a un autostopista que había dado un paseo para volver a aparecer más temprano millas más adelante por el camino desde donde lo había dejado.

### Carretera A75, Escocia
La Carretera A75 - es una carretera importante de Escocia, que discurre entre Annan y Gretna Green. Ha sido llamada "la carretera más embrujada" de Escocia por algunos autores. Según una historia, en 1957 un camionero se desvió para evitar a una pareja que caminaba por la carretera, pero cuando se detuvo para investigar la pareja "había desaparecido". Otras versiones de las historias hablan de una pareja o grupo de amigos que conducen por la carretera de noche y son constantemente acosados por sombras: se habla de una mujer mayor en el extremo trasero de un camión, a la que casi golpean pero que, antes de frenar, desaparece.

### Autopista A3, Croacia
Se cree que la sección de la autopista A3 en Croacia entre Staro Petrovo Selo y Nova Gradiška está embrujada debido al elevado número de accidentes y encuentros paranormales. Es una sección donde el cantante Toše Proeski y la actriz Dolores Lambaša perdieron la vida.

### Autopista E8, Malasia
La autopista E8 , también conocida como la autopista Kuala Lumpur - Karak, es supuestamente "una de las carreteras más embrujadas del mundo", (Aunque no ha habido evidencia directa de tales manifestaciones). Se afirma que muchas personas que conducen tarde/noche ven criaturas extrañas y al Pontianak en este camino. También hay avistamientos de un Volkswagen Beetle amarillo sin conductor que aparece de la nada.

### Carretera N9, Sudáfrica
El camino entre Uniondale y Willowmore, en la zona semi-desértica de Karoo, es el tema de una historia de "Uniondale Phantom Hitchhiker", una chica llamada "Marie Charlotte Roux" que supuestamente murió en un accidente de carretera en un tramo particular De la N9 el 12 de abril de 1968 (Viernes Santo).

### Autopista nacional 33 in Jharkhand, India
Está supuestamente embrujada porque 245 personas han muerto allí desde 2010.

### La Rumorosa, México
También conocida como "La carretera de la muerte", esta supuestamente embrujada por los cientos de carros y camiones de carga que se volcaron a causa de sus curvas peligrosas y que se observaban al fondo del barranco. Ahora se encuentra libre de carros chocados pero las leyendas y avistamientos sobrenaturales se siguen contando hasta el día de hoy.